# Howard Martin Temin
Howard Martin Temin (Filadelfia, 10 dicembre 1934 – Madison, 9 febbraio 1994) è stato un virologo statunitense.
Vinse il premio Nobel nel 1975 per i suoi studi sul virus del sarcoma di Rous, che fu da lui individuato come il primo retrovirus. Infatti nel 1970 riuscì ad isolare l'enzima in grado di sintetizzare DNA a partire dall'RNA, più noto come trascrittasi inversa.